# Gouvernement fédéral (Autriche)
Pour les articles homonymes, voir Gouvernement fédéral.
Le gouvernement fédéral de la république d'Autriche (en allemand : Bundesregierung der Republik Österreich) est, en Autriche, l'institution politique et constitutionnelle exerçant, au niveau fédéral, le pouvoir exécutif et réglementaire aux côtés du président fédéral.
Il est créé par le titre III de la Loi constitutionnelle fédérale de 1920, qui en régit le fonctionnement.
Il forme un organe de type collégial, constitué du chancelier fédéral et des ministres fédéraux, dont certains sont directement rattachés à la chancellerie fédérale en qualité de ministres sans portefeuille. L'un des ministres porte le titre de vice-chancelier.
Le gouvernement de Christian Stocker, rassemblant le Parti populaire autrichien (ÖVP), Parti social-démocrate (SPÖ) et NEOS - La nouvelle Autriche et le Forum libéral (NEOS), qui succède au gouvernement Nehammer, est le gouvernement fédéral depuis le 3 mars 2025.

## Désignation
Depuis la révision constitutionnelle de 1929, le Gouvernement fédéral est nommé et démis par le président qui lors de la désignation du chancelier fédéral n'est lié à aucun objectif législatif. Dès son installation, le Gouvernement est pleinement opérationnel ; une confirmation formelle par le Conseil national n'est pas nécessaire. Néanmoins, les rapports de majorité au sein du parlement sont essentiels en vue de la responsabilité politique et la capacité du parlement de renverser le gouvernement.
Conformément à l'article 74 de loi sur la Constitution fédérale, le Gouvernement dans son ensemble et chacun des ministres individuellement peuvent faire l’objet d’une motion de censure de la part du Conseil national. Le résultat des votes est contraignant pour le président fédéral. Le 27 mai 2019, la première motion de censure depuis 1945 à la suite d'une affaire autour de l'ancien vice-chancelier Heinz-Christian Strache a forcé le gouvernement Kurz I à démissionner.

## Composition

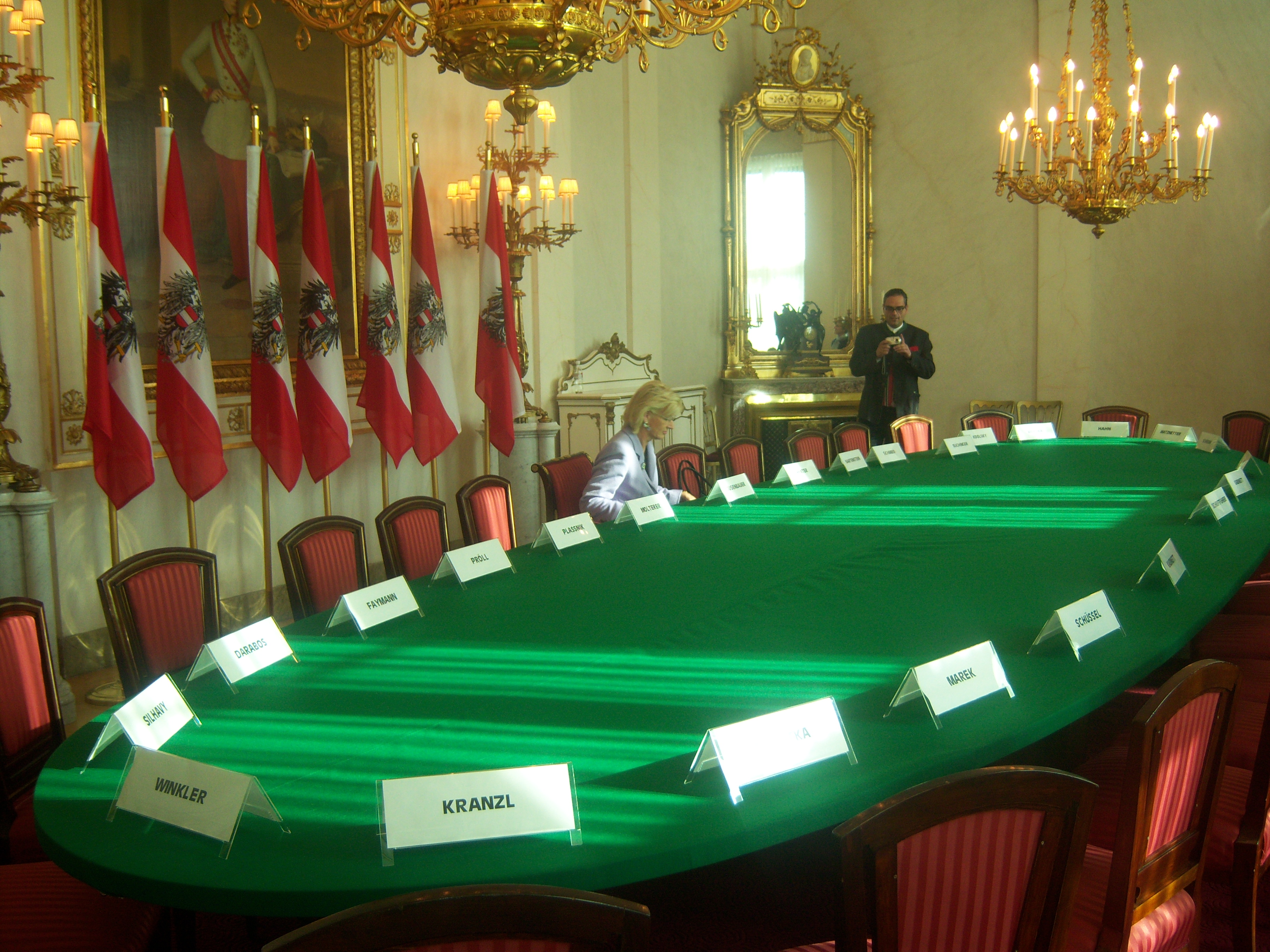
La salle du Conseil des ministres à la chancellerie fédérale.

Le Gouvernement fédéral est un organe administratif qui agit en tant que collège, désigné « Conseil des Ministres » (Ministerrat). Dans la pratique gouvernementale, l'unanimité est requise pour toutes les décisions. 
Le chancelier fédéral assure la présidence, mais n’est qu'un primus inter pares : c'est sur sa proposition que les ministres fédéraux sont nommés et révoqués par le président fédéral, mais il ne peut leur donner aucune directive. Les ministres fédéraux sont, au même titre que le chancelier, des organes supérieurs de l'administration fédérale ; ils dirigent donc de manière autonome les administrations placées sous leur responsabilité.
Les ministres peuvent se voir adjoindre des secrétaires d'État (Staatssekretäre), à qui sont délégués certains dossiers. Ils ne sont pas membres du Gouvernement fédéral, mais prennent part à ses réunions sans y voter.
Le nombre, la désignation et les attributions des portefeuilles ministériels sont établis par une loi sur les ministères fédéraux (Bundesministeriengesetz). Lorsqu'un nouveau gouvernement est nommé, il reproduit donc les postes du précédent, jusqu'à ce que la loi soit modifiée ; si de nouveaux portefeuilles doivent être créés, leurs futurs titulaires prennent donc le titre de ministre fédéral sans portefeuille (Bundesminister ohne Portefeuille) jusqu'à ce que le leur soit créé. Ceci distingue l'Autriche des nombreux pays, comme l'Allemagne, où c'est le chef du gouvernement qui décide par acte réglementaire du titre et des compétences des membres du gouvernement.

## Ministères
En 2025, il y a en Autriche 13 ministères fédéraux :
- la chancellerie fédérale ;
- le  ministère fédéral du Logement, des Arts, de la Culture, des Médias et des Sports ;
- le ministère fédéral des Transports, de l'Innovation et de la Technologie ;
- le ministère fédéral de l'Économie, de l'Énergie et du Tourisme ;
- le ministère fédérale des Femmes, de la Science et de la Recherche ;
- le ministère fédéral de l'Intérieur ;
- le ministère fédéral des Finances ;
- le ministère fédéral des Affaires européennes et internationales ;
- le ministère fédérale du Travail, des Affaires sociales, de la Santé, des Soins et de la Protection des consommateurs ;
- le ministère fédéral de la Justice ;
- le ministère fédéral de la Défense nationale ;
- le ministère fédéral de l'Agriculture et des Forêts, du Climat, de l'Environnement, des Régions et des Eaux ;
- le ministère fédéral de l'Éducation.

Ont disparu : 
- le ministère fédéral des Travaux publics ;
- le ministère fédéral de l'Environnement ;
- le ministère fédéral de l'Agriculture
- le ministère fédéral de la Santé ;
- le ministère fédéral de la Science et de la Recherche ;
- le ministère fédéral des Affaires sociales, de la Santé, des Soins et de la Protection des consommateurs.

## Liste des gouvernements depuis 1945
| Gouvernement               | Entrée en fonction | Chancelier             | Parti ou coalition |
| -------------------------- | ------------------ | ---------------------- | ------------------ |
| Gouvernement Renner        | 27/04/1945         | Karl Renner            | ÖVP, SPÖ, KPÖ      |
| Gouvernement Figl I        | 20/12/1945         | Leopold Figl           | ÖVP, SPÖ           |
| Gouvernement Figl II       | 08/11/1949         | Leopold Figl           | ÖVP, SPÖ           |
| Gouvernement Figl III      | 28/10/1952         | Leopold Figl           | ÖVP, SPÖ           |
| Gouvernement Raab I        | 02/04/1953         | Julius Raab            | ÖVP, SPÖ           |
| Gouvernement Raab II       | 29/06/1956         | Julius Raab            | ÖVP, SPÖ           |
| Gouvernement Raab III      | 16/07/1959         | Julius Raab            | ÖVP, SPÖ           |
| Gouvernement Raab IV       | 03/11/1960         | Julius Raab            | ÖVP, SPÖ           |
| Gouvernement Gorbach I     | 11/04/1961         | Alfons Gorbach         | ÖVP, SPÖ           |
| Gouvernement Gorbach II    | 27/03/1963         | Alfons Gorbach         | ÖVP, SPÖ           |
| Gouvernement Klaus I       | 02/04/1964         | Josef Klaus            | ÖVP, SPÖ           |
| Gouvernement Klaus II      | 19/04/1966         | Josef Klaus            | ÖVP                |
| Gouvernement Kreisky I     | 21/04/1970         | Bruno Kreisky          | SPÖ                |
| Gouvernement Kreisky II    | 04/11/1971         | Bruno Kreisky          | SPÖ                |
| Gouvernement Kreisky III   | 28/10/1975         | Bruno Kreisky          | SPÖ                |
| Gouvernement Kreisky IV    | 05/06/1979         | Bruno Kreisky          | SPÖ                |
| Gouvernement Sinowatz      | 24/05/1983         | Fred Sinowatz          | SPÖ, FPÖ           |
| Gouvernement Vranitzky I   | 16/06/1986         | Franz Vranitzky        | SPÖ, FPÖ           |
| Gouvernement Vranitzky II  | 21/01/1987         | Franz Vranitzky        | SPÖ, ÖVP           |
| Gouvernement Vranitzky III | 17/12/1990         | Franz Vranitzky        | SPÖ, ÖVP           |
| Gouvernement Vranitzky IV  | 29/11/1994         | Franz Vranitzky        | SPÖ, ÖVP           |
| Gouvernement Vranitzky V   | 12/03/1996         | Franz Vranitzky        | SPÖ, ÖVP           |
| Gouvernement Klima         | 28/01/1997         | Viktor Klima           | SPÖ, ÖVP           |
| Gouvernement Schüssel I    | 04/02/2000         | Wolfgang Schüssel      | ÖVP, FPÖ           |
| Gouvernement Schüssel II   | 28/02/2003         | Wolfgang Schüssel      | ÖVP, FPÖ/BZÖ *     |
| Gouvernement Gusenbauer    | 11/01/2007         | Alfred Gusenbauer      | SPÖ, ÖVP           |
| Gouvernement Faymann I     | 02/12/2008         | Werner Faymann         | SPÖ, ÖVP           |
| Gouvernement Faymann II    | 16/12/2013         | Werner Faymann         | SPÖ, ÖVP           |
| Gouvernement Kern          | 17/05/2016         | Christian Kern         | SPÖ, ÖVP           |
| Gouvernement Kurz I        | 18/12/2017         | Sebastian Kurz         | ÖVP, FPÖ           |
| Gouvernement Bierlein      | 03/06/2019         | Brigitte Bierlein      | Indépendants       |
| Gouvernement Kurz II       | 07/01/2020         | Sebastian Kurz         | ÖVP, Grünen        |
| Gouvernement Schallenberg  | 11/10/2021         | Alexander Schallenberg | ÖVP, Grünen        |
| Gouvernement Nehammer      | 06/12/2021         | Karl Nehammer          | ÖVP, Grünen        |
| Gouvernement Stocker       | 03/03/2025         | Christian Stocker      | ÖVP, SPÖ, NEOS     |

* Le FPÖ a été remplacé dans la coalition par la BZÖ le 17 avril 2005.

## Gouvernement actuel
| Fonction | Titulaire | Titulaire                | Parti |
| --- | --------- | ------------------------ | ----- |
| Chancelier fédéral                                                                                                |           | Christian Stocker        | ÖVP   |
| Vice-chancelier Ministre fédéral du Logement, des Arts, de la Culture, des Médias et des Sports                   |           | Andreas Babler           | SPÖ   |
| Ministre fédéral des Transports, de l'Innovation et de la Technologie                                             |           | Peter Hanke              | SPÖ   |
| Ministre fédéral de l'Économie, de l'Énergie et du Tourisme                                                       |           | Wolfgang Hattmannsdorfer | ÖVP   |
| Ministre fédérale des Femmes, de la Science et de la Recherche                                                    |           | Eva-Maria Holzleitner    | SPÖ   |
| Ministre fédéral de l'Intérieur                                                                                   |           | Gerhard Karner           | ÖVP   |
| Ministre fédéral des Finances                                                                                     |           | Markus Marterbauer       | Ind   |
| Ministre fédérale des Affaires européennes et internationales                                                     |           | Beate Meinl-Reisinger    | NEOS  |
| Ministre fédérale de la Famille, de la Jeunesse, de l'Union européenne et de l'Intégration                        |           | Claudia Plakolm          | ÖVP   |
| Ministre fédérale du Travail, des Affaires sociales, de la Santé, des Soins et de la Protection des consommateurs |           | Korinna Schumann         | SPÖ   |
| Ministre fédéral de la Justice                                                                                    |           | Anna Sporrer             | Ind   |
| Ministre fédérale de la Défense nationale                                                                         |           | Klaudia Tanner           | ÖVP   |
| Ministre fédéral de l'Agriculture et des Forêts, du Climat, de l'Environnement, des Régions et des Eaux           |           | Norbert Totschnig        | ÖVP   |
| Ministre fédéral de l'Éducation                                                                                   |           | Christoph Wiederkehr     | NEOS  |

### Sources
- (de) Cet article est partiellement ou en totalité issu de l’article de Wikipédia en allemand intitulé « Bundesregierung (Österreich) » (voir la liste des auteurs).